# Teatro Tronador
El Teatro Tronador se encuentra en el centro de Mar del Plata.
Su sala cuenta con 655 localidades, las butacas están dispuestas anfiteatricamente en la platea.
El escenario mide 18 m de ancho y 14 m de profundidad.

## Historia
El teatro fue fundado por iniciativa de un grupo inversor liberado por Marcelo González y se inauguró en 1979.
Después de 35 años de actividad durante los cuales devino uno de los más importantes de Argentina, el teatro fue clausurado en 2015 por trabajos de refacción que empezaron a principios de 2017.
Les Luthiers reestrenaron el teatro en enero de 2020 con su espectáculo Gran reserva.